# Jennifer Abel
Jennifer Abel (ur. 23 sierpnia 1991) – kanadyjska skoczkini do wody, dwukrotna medalistka olimpijska (Londyn, Tokio).
Zawody w 2012 były jej drugimi igrzyskami olimpijskimi – debiutowała w wieku 16 lat w Pekinie. W 2012 po medal sięgnęła w skokach synchronicznych z trampoliny trzymetrowej, partnerowała jej Émilie Heymans. W 2010 była multimedalistką Igrzysk Wspólnoty Narodów, indywidualnie triumfowała w skokach z trampoliny 1 m i była druga w skokach z trampoliny 3 m. Wspólnie z Heymans zwyciężyły w skokach synchronicznych z trampoliny. Zajęły w tej konkurencji drugie miejsce podczas mistrzostw świata w 2011, indywidualnie była trzecia w skokach z trampoliny trzymetrowej.
W 2021 brała udział w letnich igrzyskach olimpijskich w Tokio, w ramach których wystąpiła w dwóch konkurencjach. W konkurencji skoku z trampoliny 3 m uzyskała 297,45 pkt i zajęła 8. pozycję, natomiast w konkurencji skoku synchronicznego z trampoliny 3 m startowała razem z Mélissą Citrini-Beaulieu i uzyskała wynik 300,78 pkt – dzięki niemu otrzymała srebrny medal olimpijski, przegrywając z Chinkami Shi Tingmao oraz Wang Han.